# Luis Rengifo
Luis José Rengifo (nacido el 26 de febrero de 1997) es un jugador de cuadro interior (Infielder) venezolano de béisbol profesional de los Angelinos de Los Ángeles de la Major League Baseball (MLB). Hizo su debut en la MLB en el 2019.

## Carrera profesional

### Marineros de Seattle
Rengifo firmó con los Marineros de Seattle como agente libre internacional en marzo de 2014. Hizo su debut profesional ese año con los Marineros de la Liga de Verano de Venezuela, bateando .198 con un jonrón y 20 carreras impulsadas en 64 juegos. Jugó el 2015 con los Marineros de la Liga Dominicana de Verano donde bateó .336/.405/.465 con dos jonrones, 35 carreras impulsadas y 19 bases robadas en 60 juegos, el 2016 con los Marineros de la Liga de Arizona donde bateó .239 en 34 juegos. y comenzó el 2017 con los Clinton LumberKings .

### Tampa Bay Rays
El 6 de agosto de 2017, los Marineros cambiaron a Rengifo junto con Anthony Misiewicz y un PTBNL (Osmy Gregorio), a los Tampa Bay Rays por Mike Marjama y Ryan Garton . Terminó la temporada con los Bowling Green Hot Rods . En 125 juegos entre Clinton y Bowling Green, bateó .250 con 12 jonrones, 52 carreras impulsadas y 34 bases robadas.

### Ángeles de Los Ángeles
El 20 de marzo de 2018, Los Angeles Angels adquirieron a Rengifo como el jugador que se nombraría más tarde de un intercambio anterior por CJ Cron . Comenzó la temporada con los Inland Empire 66ers y fue ascendido a Mobile BayBears y Salt Lake Bees durante la temporada. En 127 juegos entre los tres clubes, recortó .299/.399/.452 con siete jonrones, 64 carreras impulsadas, 41 bases robadas y 109 carreras anotadas.
Los Angelinos agregaron a Rengifo a su roster de 40 después de la temporada 2018. Comenzó el 2019 con Salt Lake. El 25 de abril, fue llamado a la lista de las Grandes Ligas, e hizo su debut en las Grandes Ligas esa noche. Terminó la temporada bateando .238 con 7 jonrones y 33 carreras impulsadas en 108 juegos.
A principios de 2020, Rengifo casi fue trasladado a Los Angeles Dodgers por Joc Pederson y Ross Stripling, pero el intercambio fracasó. Rengifo comenzó la temporada como segunda base de los Angelinos, pero tuvo varios problemas y fue enviado a las menores. Terminó con un promedio de .156 en 33 juegos.

## Vida personal
El 16 de septiembre de 2021, se informó que las autoridades venezolanas habían acusado a Rengifo de falsificar documentos de divorcio y vender propiedades sin el consentimiento de su exesposa. El incidente supuestamente ocurrió en julio de 2019, y los documentos se legalizaron en diciembre de 2020. El padre, la hermana y el abogado de Rengifo fueron arrestados y detenidos ese mismo día. Se emitió una orden de arresto contra Rengifo, aunque no está claro si se solicitará la extradición .